# خانه اکبر طوسی‌زاده
خانه اکبر طوسی زاده مربوط به سدهٔ ۱۳ ه‍.ق است و در اصفهان، خیابان طالقانی، کوچه محله نو واقع شده و این اثر در تاریخ ۱۸ آذر ۱۳۴۵ با شمارهٔ ثبت ۱۱۵۳ به‌عنوان یکی از آثار ملی ایران به ثبت رسیده‌است.